# Sidney Dean Townley

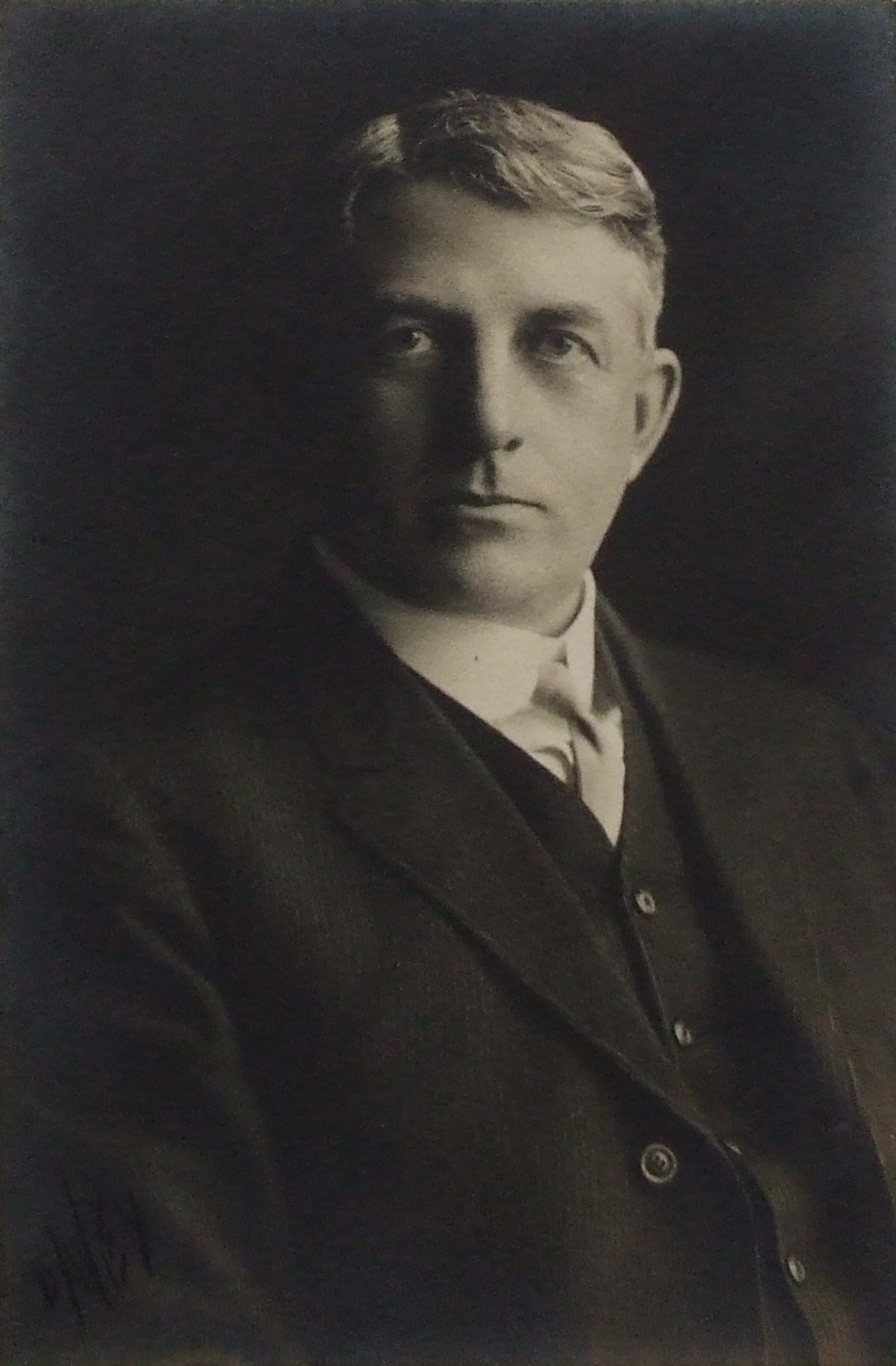
Sidney Dean Townley (zirka 1918)

Sidney Dean Townley (* 10. April 1867 in Waukesha (Wisconsin); † 18. März 1946 in Stanford (Kalifornien)) war ein US-amerikanischer Astronom und Seismologe.

## Leben
Sidney Dean Townley wurde am 10. April 1867 in Waukesha, 25 km westlich von Milwaukee, als siebtes und jüngstes Kind von Rev. Robert und Mary Wilkinson Townley geboren. Er erzielte gute Schulabschlüsse, insbesondere in Mathematik. Anschließend arbeitete er 15 Monate lang als Angestellter einer örtlichen Bank und konnte sich 1886 mit den gemachten Ersparnissen an der
University of Wisconsin-Madison einschreiben, wo er Naturwissenschaften studierte. Er wurde Mitglied der Phi-Beta-Kappa-Vereinigung und erhielt ein Stipendium.
Zur Astronomie kam er durch George Cary Comstock, dem damaligen Direktor des Washburn Observatory. Dort bezog er ein Zimmer, für das er als Assistent in der Beobachtungskuppel arbeitete. Er begann mit eigenen Beobachtungen und beschäftigte sich mit Himmelsmechanik.
1892 wechselte er mit Empfehlung von Comstock an das Lick-Observatorium unter Edward Holden doch schon ein Jahr später verlor er sein Stipendium und zog nach Ann Arbor, um an der University of Michigan Astronomie zu unterrichten, und forschte am Detroit Observatory.
1895/96 ging er für ein Jahr nach Deutschland und studierte dort in Berlin, Leipzig und München. Nach seiner Rückkehr nach Ann Arbor lehrte er dort noch zwei weitere Jahre und wurde 1897 mit der Dissertation Orbit of Psyche (Die Umlaufbahn von Psyche) an der  University of Michigan promoviert.
Townley wechselte dann an die University of California zu Armin Leuschner, was zu einer Ernennung als Direktor der Breitengrad-Station in Ukiah führte, die er von 1903 bis 1907 leitete. Dort entwickelte er sein Interesse an Geodäsie und, ausgelöst durch das große Erdbeben von San Francisco 1906, an Seismologie. 1911 trat er eine Stelle als Assistant Professor an der Stanford University an, wo er bald Professor wurde und bis zu seinem planmäßigen Ruhestand 1932 blieb.
Townleys wissenschaftliche Veröffentlichungen befassten sich zum großen Teil mit Beobachtungen veränderlicher Sterne, darunter Algol und Nova Persei 1901, publizierte aber auch über Kometen, Asteroiden und Erdbeben. Seit seiner Zeit an der Stanford University, die über keine astronomische Forschungsabteilung verfügte, beschränkte er sich im Wesentlichen auf die Lehre von Astronomie und Mathematik, aber noch 1928 veröffentlichte er zusammen mit Annie Jump Cannon und Leon Campbell den Harvard-Katalog über langperiodische veränderliche Sterne. Er war zudem als Herausgeber der Publications of the Astronomical Society of the Pacific tätig.
Seit seiner Stanforder Zeit 1911 engagierte er sich auch in der Seismological Society of America, war dort bis 1930 Schatzmeister, bis 1935 Herausgeber des Bulletin of the Seismological Society of America und wurde 1935 zum Präsidenten der seismologischen Gesellschaft gewählt. Er forschte noch bis 1939 und veröffentlichte zusammen mit Maxwell W. Allen einen Katalog von Erdbeben der US-amerikanischen Pazifikküste von 1769 bis 1928.
Sidney Dean Townley war seit dem 1. Juli 1885 mit Frances Wright verheiratet, das Paar hatte vier Töchter, Isabelle Frances Jane, Ruth (verstorben) und Lucile. Er starb am 18. März 1946, drei Wochen vor seinem achtzigsten Geburtstag, und wurde auf dem Alta Mesa Memorial Park in Palo Alto beigesetzt.

## Ehrungen
- Im Jahre 1976 benannte die Internationale Astronomische Union den Mondkrater Townley offiziell nach Sidney Dean Townley.[13]